# Poecilopholis cameronensis
Poecilopholis cameronensis là một loài rắn trong Atractaspididae. Loài này được Boulenger mô tả khoa học đầu tiên năm 1903.